# Nyelvhelyesség
A nyelvhelyesség preskriptív (előíró) jellegű fogalom: olyan társadalmi konvenció, amely megszabja egyes nyelvi formák elfogadottságát vagy elutasítását, illetve a nyelv bizonyos (irodalmi) változatát emeli ki követendőként. A nyelvhelyesség tehát egyfajta kulturális előírás, illemszabály, amelynek betartása a műveltebb körökben társadalmi előnyt biztosít. Ha a nyelvészetet leíró tudománynak tekintjük (akárcsak a biológiát, csillagászatot stb.), amely minősítés nélkül mutatja be a tárgyának működését, szabályosságait, akkor a nyelvhelyesség fogalma kívül esik ezen, és egy rokon terület, a szociolingvisztika körébe sorolható.
A nyelvhelyesség szempontjából megfelelő formákra a nyelvművelés képviselői, a nyelvművelők hívják fel a figyelmet: (pl. Nyelvművelő kéziszótár, illetve folyóiratokban, pl. Édes Anyanyelvünk). A nyelvműveléssel szemben álló irányzatot nyelvi ismeretterjesztésnek lehet nevezni. A nyelvhelyességi normák követését mindkét irányzat egyaránt támogatja. A különbség az indoklásban van: a nyelvi ismeretterjesztő bemutatja az egyes formákhoz fűződő kulturális értékítéleteket, és a társadalomra hivatkozva tesz javaslatot (pl. „bizonyos állásokat nem fogsz megkapni, ha így írod/mondod”), míg a nyelvművelő maga is vallja ezt az értékítéletet, és erre hivatkozva, egyfajta nyelvi eszményből kiindulva ajánlja az illető alakot („így kell írni/mondani, mert így helyes, ill. az irodalmi nyelvben így használatos”). Rokon fogalom még a purizmus, mely szerint létezik egy tiszta, eszményi, mindenki számára követendő nyelvváltozat, és a nyelv ettől eltérő változása csak romlás lehet.
A nyelvhelyesség többnyire a beszélt és az írott nyelvre egyaránt vonatkozik, bár egyes alakokat csak írásban bélyegeznek meg (pl. -ba/-be a hol? kérdésre válaszolva). Egy nyelvhelyességi megállapítás lehet alaktani (eszek helyett eszem), mondattani (pl. nem-e láttad helyett nem láttad-e), jelentéstani (az alkalmasint nem ’alkalomadtán', hanem ’talán’ jelentésben használandó) vonatkozású egyaránt. 
A nyelvhelyesség, akárcsak maga a nyelv, változik az idővel: amit ma helytelennek bélyegeznek, az régebben helyes lehetett, illetve egy másik nyelvjárásban, illetve másik nyelvi regiszterben ma is kifogástalan lehet, másrészt amit ma helyesnek tartanak, az korábban akár elképzelhetetlen lehetett volna.

## Közkeletű nyelvhelyességi kérdések amagyarban
- Az -e kérdő utótagot az ige után tesszük, nem a tagadószó, igekötő vagy más mondatrész után: nem-e láttad helyett nem láttad-e. (De vö. Zrínyi: Nem-é viperákat keblemben neveltem? – Szigeti veszedelem, I./19.)
- Az ikes igék (főként a gyakoribbak) egyes szám első személyű alakját az -m raggal fejezzük ki: Eszek helyett Eszem. (De vö. József Attila: Harmadnapja nem eszek – Tiszta szívvel)
- Hely (nem pedig irány) jelölésére, hol? kérdésre válaszolva írásban a -ban/-ben ragot használjuk (a kiejtett -ba/-be ellenére): Sopronba vagyok helyett Sopronban vagyok.

### Kapcsolódó fogalmak
- Nyelvi babona: valamely nyelvhelyességi kérdésben elterjedt tévhiedelem
- Hiperkorrekció: egy nyelvhelyességi megfontolás túláltalánosítása, téves kiterjesztése olyan esetekre is, amelyekre nem vonatkozik
- Lingvicizmus

### Nyelvhelyességi kérdésekről az egyes nyelvekben
- Nyelvhelyességi kérdések a magyarban
- (angolul) Nyelvhelyességi kérdések az angolban
- (németül) Nyelvhelyességi kérdések és szószólóik a németben
- (franciául) Purizmus és hibás nyelvhasználat kérdéséről a franciában

## Külső hivatkozások
- Búcsú a nyelvhelyességtől (Nádasdy Ádám cikke, Élet és Irodalom, LIV. évfolyam, 32. szám, 2010. augusztus 13.)
- Kultúrház – Kontra és Zsadon a nyelvhelyességről (riportfilm)